# Gârda de Sus
Gârda de Sus é uma comuna romena localizada no distrito de Alba, na região histórica da Transilvânia. A comuna possui uma área de 82.00 km² e sua população era de 1777 habitantes segundo o censo de 2007.